# Trio Parada Dura
Trio Parada Dura é um grupo musical brasileiro de música sertaneja, formado no estado de Minas Gerais em 1973. Reconhecido como um dos maiores, mais antigos e bem-sucedidos conjuntos musicais do Brasil, o Trio consolidou sua relevância no cenário artístico nacional com canções marcantes e uma trajetória de grande impacto na cultura sertaneja.
O sucesso nacional chegou em 1975, com a canção "Castelo de Amor", que rapidamente se tornou um clássico do gênero. Ao longo de sua carreira, o Trio Parada Dura conquistou expressivos 11 discos de ouro e 3 discos de platina, evidenciando a qualidade de sua obra e a sua popularidade entre o público.

## História

### Primeira formação: Delmir, Delmon e Mangabinha (1973–1975)
A história do Trio Parada Dura começou em 1973, quando o sanfoneiro Mangabinha conheceu a dupla sertaneja Delmir & Delmon. Naquele ano, a dupla convidou Mangabinha para participar da gravação de seu novo álbum, intitulado Vida de Minha Vida, lançado no mesmo ano. Mangabinha aceitou o convite, e como gesto de agradecimento, Delmir e Delmon incluíram a foto do sanfoneiro na contracapa do disco.
Após o lançamento do álbum, Delmir, Delmon e Mangabinha decidiram unir forças e formar um trio. Inicialmente, apresentavam-se sob o nome Delmir, Delmon e Mangabinha. Durante uma das apresentações, interpretaram a canção "Parada Dura", composta por Delmir, que alcançou um modesto sucesso. Inspirados pelo reconhecimento da música, decidiram adotar o nome Trio Parada Dura para o grupo.
Com a nova identidade, o Trio começou a realizar apresentações em diversas cidades de Minas Gerais e gravou dois LPs pela gravadora Chororó. Apesar disso, em 1975, o grupo enfrentava dificuldades financeiras, com cachês reduzidos e poucas oportunidades de shows.
As adversidades levaram Delmir e Delmon a deixarem o Trio, optando por retomar a carreira como dupla. Mangabinha, por sua vez, decidiu registrar o nome artístico Trio Parada Dura em cartório, assegurando sua propriedade.

### Segunda formação: Creone, Barrerito e Mangabinha (1975–1987)
Em 1975, Mangabinha conheceu a dupla sertaneja Creone & Barrerito e os convidou para integrar o Trio Parada Dura. O convite foi aceito, marcando o início da segunda formação do grupo, considerada por muitos a mais icônica e bem-sucedida de sua história.
Ainda em 1975, o Trio Parada Dura lançou o LP Castelo de Amor, que lhes conferiu maior notoriedade no cenário da música sertaneja brasileira. O sucesso inicial foi o prenúncio de uma fase extraordinária, que consolidou o Trio como uma referência no gênero.
Entre 1976 e 1980, o grupo gravou seis LPs, mantendo uma agenda intensa de apresentações por todo o Brasil e conquistando cada vez mais reconhecimento no cenário musical. Em 1976, lançaram o LP Mineiro Não Perde o Trem, com destaque para a música "Soca Pilão". No ano seguinte, em 1977, veio o álbum Casa da Avenida, cujo sucesso principal foi "Boi Tufão".
Em 1978, o Trio alcançou ainda mais destaque com o LP Homem de Pedra, impulsionado pela faixa-título. No mesmo ano, lançaram Cruz Pesada, álbum que trouxe sucessos como "Cruz Pesada", "Soraia", "O Carro e a Faculdade" e "Espinho na Cama". Já em 1979, foi a vez do LP "Beco Sem Saída".
O ano de 1980 marcou um ponto alto na carreira do Trio com o lançamento do álbum Blusa Vermelha, que trouxe grandes sucessos como "Blusa Vermelha", "Sincero Amor" e "Avião das Nove".
Em 1981, o Trio Parada Dura atingiu o auge de sua popularidade com o álbum Último Adeus. As músicas "Último Adeus", "Fuscão Preto" e "Arapuca" tornaram-se clássicos da música sertaneja, consolidando definitivamente o nome do grupo como um dos maiores da história do gênero no Brasil.

#### Acidente aéreo em 1982
Após alcançar enorme sucesso em todo o Brasil, o Trio Parada Dura intensificou sua agenda de shows, realizando apresentações frequentes por diversas regiões do país.
No entanto, em 6 de setembro de 1982, na cidade de Espírito Santo do Pinhal, São Paulo, o grupo sofreu um grave acidente aéreo. O avião que transportava os integrantes caiu, resultando em ferimentos para todos. Barrerito, o vocalista, sofreu lesões que o deixaram paraplégico.
Após o acidente, Barrerito, Creone e Mangabinha foram hospitalizados e afastados dos palcos por algumas semanas. Creone e Mangabinha se recuperaram em menor tempo, enquanto Barrerito necessitou de internação prolongada e tratamentos intensivos devido à gravidade de seus ferimentos.
Com a agenda de shows comprometida, Creone e Mangabinha decidiram retomar as apresentações, contando com a participação de Parrerito, irmão de Barrerito, que assumiu provisoriamente o posto de vocalista durante o período de recuperação do irmão.

#### Retorno de Barrerito em 1983
Em 1983, Barrerito retornou ao Trio Parada Dura e, ao lado de Creone e Mangabinha, lançou dois LPs no mesmo ano. Logo após sua volta, o álbum Luz da Minha Vida foi apresentado ao público, trazendo como destaques as canções "Luz da Minha Vida" e "Bicho Bom é Mulher", que rapidamente se tornaram sucessos.
Entre 1983 e 1987, o Trio Parada Dura manteve sua trajetória de sucesso, lançando diversos LPs e realizando apresentações por todo o Brasil. Essa continuidade consolidou ainda mais a reputação do grupo como um dos maiores nomes da música sertaneja.
Ainda em 1983, o Trio lançou o LP Alto Astral, que contou com faixas marcantes como "Alto Astral", "Folia de Reis" e "Panela Velha". No entanto, o grande destaque do álbum foi a canção "Telefone Mudo", que se tornou um verdadeiro hino da música sertaneja e uma das músicas mais regravadas por artistas brasileiros.
Em 1984, o grupo lançou o LP Barco de Papel, alcançando sucesso com as músicas "Barco de Papel", "Doutor e a Empregada" e "Biquíni Bordô".
O ano de 1985 marcou a consagração do Trio com o lançamento do LP Perdão Senhor, que incluiu a icônica canção "As Andorinhas". A música fez enorme sucesso, elevando ainda mais o prestígio do grupo no cenário nacional. Além disso, o álbum trouxe uma regravação de "Quebra Topete" (originalmente gravada na primeira formação, em 1973) e o sucesso "Passa Lá".
Em 1987, o Trio Parada Dura lançou o LP Astro Rei, que marcou a despedida de Barrerito. As canções "Me Mata de Uma Vez" e "Bobeou... A Gente Pimba" destacaram-se nesse álbum, encerrando com brilho sua participação no grupo. No mesmo ano, Barrerito decidiu seguir carreira solo, realizando seu sonho pessoal. Seu primeiro LP solo, lançado em 1987, alcançou grande sucesso, especialmente com a música "Onde Estão os Meus Passos".

### Terceira formação: Creone, Parrerito e Mangabinha (1987–1992)
Em 1988, Parrerito retornou de forma definitiva ao Trio Parada Dura, dando início à terceira formação do grupo, composta por Creone, Parrerito e Mangabinha.
Durante essa fase, o Trio Parada Dura gravou quatro LPs e alcançou sucesso com várias músicas marcantes, como "Você Foi Desigual", "Dei Um Cheiro Na Vizinha", "Nos Braços do Povo", "Mil Vezes", "Mais Uma Guarânia", "Trovão Azul", "Vestido Branco", "Bebendo e Chorando", "Faz Isso Não Paixão" e "Boca a Boca".
A terceira formação manteve a tradição do grupo de realizar inúmeras apresentações por todo o Brasil e participou de diversos programas de televisão, consolidando ainda mais sua popularidade junto ao público.
Em 1992, Creone decidiu se afastar temporariamente da vida artística para dedicar-se à sua fazenda e à vida no campo. Com essa decisão, ele deixou o Trio Parada Dura, encerrando a terceira formação do grupo.

### Quarta formação: Vanito, Parrerito e Mangabinha (1992)
Em 1992, Vanito ingressou no Trio Parada Dura, assumindo o lugar de Creone e formando a quarta formação do grupo, ao lado de Parrerito e Mangabinha.
Embora essa formação não tenha produzido nenhum álbum, o Trio continuou ativo, realizando apresentações em programas de televisão e embarcando em uma turnê internacional nos Estados Unidos.
Ainda no mesmo ano, Vanito decidiu deixar o grupo após se converter à fé evangélica e dedicar-se à sua vida religiosa. Com sua saída, as atividades do Trio Parada Dura foram suspensas temporariamente. Enquanto isso, Parrerito seguiu carreira solo, e Mangabinha gravou alguns LPs instrumentais destacando sua habilidade com a sanfona.

### Quinta formação: Leone, Parrerito e Mangabinha (1998)
Em 1998, o Trio Parada Dura retomou suas atividades, desta vez com Leone, Parrerito e Mangabinha, formando a quinta formação do grupo.
Leone, nome artístico adotado por Creonito, integrou o trio nessa fase. A escolha do nome "Leone" foi feita para evitar conflitos com o nome "Creone", que é registrado em cartório como propriedade do próprio Creone.
Nessa formação, o Trio gravou apenas um álbum, intitulado Sempre, que foi lançado ainda em 1998. No mesmo período, Creone fazia parte do Trio Alto Astral, ao lado de Barrerito e Voninho. Contudo, com o falecimento de Barrerito no mesmo ano, o Trio Alto Astral foi desfeito.
Com o encerramento do Trio Alto Astral, Creone retornou ao Trio Parada Dura, reestabelecendo assim a terceira formação do grupo, ao lado de Parrerito e Mangabinha.

### Retorno da terceira formação: Creone, Parrerito e Mangabinha (1999–2006)
Em 1999, a terceira formação do Trio Parada Dura, composta por Creone, Parrerito e Mangabinha, retornou aos palcos, permanecendo ativa até 2006.
Nesse período, o Trio gravou quatro álbuns, consolidando sua presença na música sertaneja. No entanto, em 2006, um litígio judicial surgiu entre Mangabinha e os demais integrantes, Creone e Parrerito, a respeito dos direitos sobre o nome "Trio Parada Dura". Após o julgamento, Mangabinha manteve o registro oficial do nome.
Diante disso, Creone e Parrerito seguiram juntos, formando uma dupla na qual atuaram como segunda e primeira vozes, respectivamente. Posteriormente, com a adição do sanfoneiro Xonadão, a dupla se transformou em trio e adotou o nome Trio do Brasil.

### Sexta formação: Leone, Leonito e Mangabinha (2007–2008)
Em novembro de 2007, o Trio Parada Dura retornou aos palcos com sua sexta formação, composta por Famoso (irmão do cantor Creonito, que adotou o nome artístico de Leone), Leonito e Mangabinha.
Em 2008, o grupo lançou o álbum As 20+, mantendo a tradição da música sertaneja. No entanto, ainda no mesmo ano, Leone deixou o Trio, o que resultou no fim dessa formação.

### Sétima formação: Leone, Leonito e Mangabinha (2009–2015)
Em 2009, Leone entrou para o lugar de Famoso, que também utilizava o nome artístico Leone. Nesse mesmo ano, o Trio Parada Dura lançou o álbum Taça de Ouro e também lançou o álbum 14 Novidades.
Em 2015, o sanfoneiro e um dos fundadores do Trio Parada Dura, Mangabinha, faleceu, deixando uma grande lacuna no grupo.
Após o falecimento de Mangabinha, a família do músico cedeu os direitos de exploração do nome "Trio Parada Dura" para Parrerito, Creone e Xonadão, o que resultou na formação do grupo com a oitava formação.

### Oitava formação: Creone, Parrerito e Xonadão (2016–2020)
Em 2016, o Trio Parada Dura retornou aos palcos com Creone, Parrerito e Xonadão, formando sua oitava formação. Nesse período, o grupo gravou o álbum Chalana, Churrasco e Viola, durante dois dias de gravações que contaram com cenários naturais deslumbrantes, como cachoeiras e o pôr do sol. Durante a noite, o local de gravação se transformava em uma boate. No evento, além dos integrantes do Trio, estavam presentes cerca de 50 convidados, incluindo artistas renomados como Marília Mendonça, Zé Neto & Cristiano e Eduardo Costa. O álbum foi lançado pela gravadora Universal Music em 2017.
Em 13 de setembro de 2020, o cantor Parrerito faleceu devido à COVID-19, em Belo Horizonte, encerrando a oitava formação do Trio Parada Dura.

### Nona formação: Creone, Leonito e Xonadão (2020–atualmente)
Em 10 de outubro de 2020, o Trio Parada Dura anunciou, por meio das redes sociais, o retorno de Leonito, que entrou para substituir o falecido Parrerito.
Em 2022, o grupo lançou o álbum Na Chalana 2, que foi dividido em dois volumes. No ano seguinte, 2023, o Trio lançou os singles "Boiteco", "Refém da Saudade" e "Se Você Ama Perdoa". Em 2024, o Trio Parada Dura lançou o álbum Na Chalana Vol. 3 e também o álbum Verão Maior.
Atualmente, o Trio segue ativo, realizando apresentações em todo o Brasil e realizando turnês internacionais, incluindo apresentações nos Estados Unidos.

## Integrantes
Ao todo 12 músicos já passaram pelo Trio Parada Dura.

### Atuais
- Leonito — primeira voz e violão (desde 2020)
- Creone — segunda voz e violão (desde 2016)
- Xonadão — sanfona (desde 2016)

### Antigos
- Delmon — primeira voz e violão (1973–1975)
- Delmir — segunda voz e violão (1973–1975)
- Mangabinha — sanfona (1973–2015)
- Barrerito — primeira voz e violão (1975–1987)
- Parrerito — primeira voz e violão (1987–2006) e (2016–2020)
- Vanito — segunda voz e violão (1992)
- Famoso "Leone" — segunda voz e violão (2007–2008)
- Leone — segunda voz e violão (2009–2015)
- Creonito "Leone" — segunda voz e violão (1998)

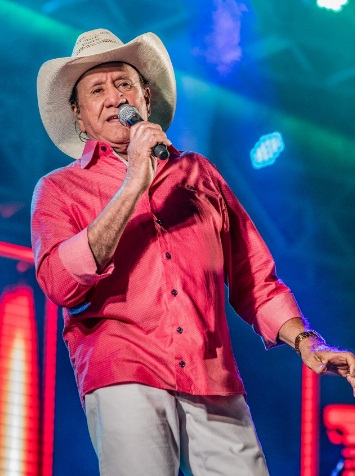
Creone
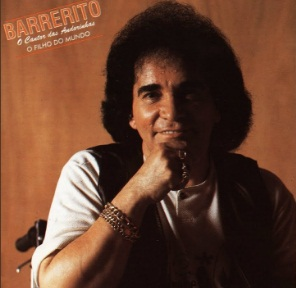
Barrerito
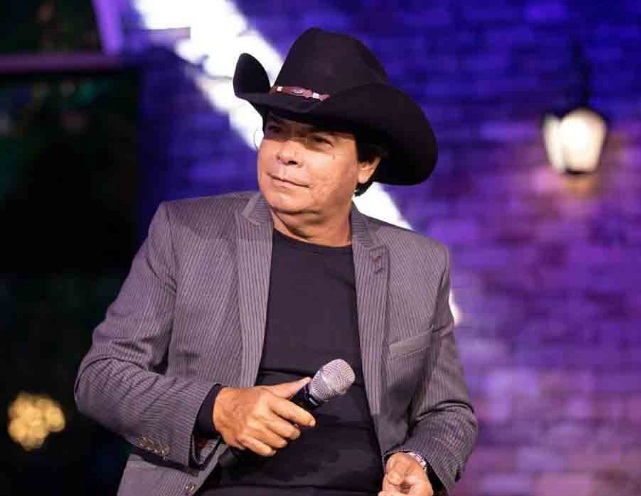
Parrerito

## Discografia

### Primeira ormação: Delmir, Delmon e Mangabinha
- 1973 — Vida de Minha Vida
- 1973 — Quero Falar Com Alguém
- 1974 — Repertório de Ouro

### Segunda formação: Creone, Barrerito e Mangabinha
- 1975 — Castelo de Amor
- 1976 — Mineiro Não Perde Trem
- 1977 — Casa da Avenida
- 1978 — Homem de Pedra
- 1978 — Cruz Pesada
- 1979 — Beco Sem Saída
- 1980 — Blusa Vermelha
- 1981 — Último Adeus
- 1982 — Luz da Minha Vida
- 1983 — Alto Astral
- 1984 — Barco de Papel
- 1985 — Perdão Senhor
- 1987 — Astro Rei

### Terceira formação: Creone, Barrerito e Mangabinha
- 1988 — Nos Braços do Povo
- 1990 — De Ontem Para Hoje
- 1991 — Palavra de Honra
- 1992 — Gigante Iluminado
- 2000 — Brilhante
- 2002 — Tapete Colorido
- 2002 — Bebendo e Chorando
- 2006 — Pra Furar o Couro

### Quinta formação: Leone, Parrerito e Mangabinha
- 1998 — Sempre

### Sexta formação: Leone, Leonito e Mangabinha
- 2008 — As 20+

### Sétima formação: Leone, Leonito e Mangabinha
- 2009 — Taça de Ouro
- 2009 — 14 Novidades
- 2009 — As Românticas
- 2011 — Os Clássicos
- 2012 — 40 Anos
- 2012 — As Favoritas
- 2012 — 1000 Motivos
- 2013 — 5 Estrelas
- 2018 — Os Sucessos

### Oitava formação: Creone, Parrerito e Xonadão
- 2012 — Vida de Caminhoneiro
- 2012 — Nossa Estrada Vol. 1 e Vol.2
- 2017 — O Cara Errado
- 2013 — Eternos Companheiros
- 2017 — Se Você Ama Perdoa
- 2017 — Chalana, Churrasco e Viola (Ao Vivo)
- 2018 — Trio Parada Dura (Ao Vivo)
- 2019 — Pensa Num Trem Que Dói

### Nona formação: Creone, Leonito e Xonadão
- 2022 — Na Chalana 2 (Ao Vivo)
- 2022 — Na Chalana 2, Vol. 2 (Ao Vivo)
- 2024 — Na Chalana 2, Vol. 3 (Ao Vivo)
- 2024 — Verão Maior (Ao Vivo)